# Germà Colón
Germà Colón  (Castelló de la Plana, 30 de novembro de 1928 — Barcelona, 22 de março de 2020) foi um  filólogo de romance espanhol e catalão lexicologia. Foi professor na Universidade de Basileia, na Suíça.
Morreu em Barcelona em 22 de março de 2020, em casa, vítima de COVID-19.

## Biografia
Formado em Filologia Romântica pela Universidade de Barcelona, obteve seu doutorado em Madri com uma tese de dialectologia sobre o discurso de Castellón.

## Obras
- El léxico catalán en la Romania (1976).
- La llengua catalana en els seus textos (1978).
- El panorama de la lexicografia catalana (1986).
- Problemes de la llengua a València i als seus voltants (1987).
- El español y el catalán, juntos y en contraste (1989).
- Estudis de filologia catalana i romànica (1997).
- Para la historia del léxico español (2002).
- De Ramon Llull al Diccionari de Fabra. Acostament lingüístic als monuments de les lletres catalanes (2003).